# Taphrina acericola
Taphrina acericola är en svampart som tillhör divisionen sporsäcksvampar, och som beskrevs av Caro Benigno Massalongo. Taphrina acericola ingår i släktet Taphrina, och familjen häxkvastsvampar. Arten är reproducerande i Sverige.